# Marcus Linday
Marcus Linday (Södertälje, 2 giugno 2003) è un calciatore svedese, centrocampista dell'Heerenveen.

## Carriera

### Club
Linday è inizialmente cresciuto nel Pershagens SK, piccola squadra dell'omonima area urbana di Pershagen a sud di Södertälje. All'età di 13 anni è passato all'Assyriska FF, una delle principali realtà calcistiche della stessa Södertälje. Ha debuttato con la prima squadra in campionato all'età di 17 anni, in una vittoria per 2-0 contro l'IFK Eskilstuna il 27 settembre 2020, in un'annata in cui la formazione biancorossa militava nella quarta serie del calcio svedese. In quell'edizione del torneo ha totalizzato tre presenze, mentre la squadra si è classificata prima nel proprio girone ed è salita in terza serie. L'anno successivo si è realmente affermato in prima squadra, avendo collezionato 21 presenze di cui 17 da titolare, anche se poi ha concluso il girone nord della Ettan 2021 al terzultimo posto, retrocedendo. Dopo la stagione 2022, positiva a livello personale nonostante l'Assyriska FF abbia perso lo spareggio per risalire in Ettan, Linday è rimasto in rosa anche per l'annata seguente, terminata a sua volta con la promozione.
A partire dal gennaio 2024 Linday è ufficialmente diventato un giocatore del Västerås SK, club con cui aveva svolto un provino pochi mesi prima e con cui ha firmato un contratto biennale con un'opzione per altri due anni. Con la formazione biancoverde, neopromossa nel campionato di Allsvenskan, Linday ha giocato le prime 28 partite in carriera nella massima serie svedese. La squadra ha concluso l'Allsvenskan 2024 all'ultimo posto, ma Linday è stata una delle note più positive della truppa del tecnico Kalle Karlsson.
Nel frattempo, il 24 settembre 2024, prima ancora della fine del campionato svedese di quell'anno, il Västerås SK aveva comunicato di aver ceduto Linday a titolo definitivo agli olandesi dell'Heerenveen a partire dal 1º gennaio 2025.

### Nazionale
Ha giocato nella nazionale svedese Under-17.

## Palmarès

### Club

#### Competizioni nazionali
- Division 2: 2

Assyriska: 2020, 2023